# MPEG-1 Audio Layer I
MPEG-1 Audio Layer I (сокр. MP1) — один из трёх форматов (уровень 1) сжатия звука с потерями, определённых в стандарте MPEG-1. Хотя MPEG-1 Audio Layer I поддерживается большинством современных медиаплееров, этот формат считается устаревшим. Вместо него в основном используются форматы MP2 и MP3.
Для обозначения файлов, в которых содержится только аудиоинформация формата MP1, используется расширение .mp1 или, иногда, .m1a.
Технология сжатия MP1 использует сравнительно простую схему полосного кодирования с 32 поддиапазонами.
Layer I (слой 1) рекомендуется для применения в профессиональной области, в системах записи-перезаписи с высоким студийным качеством с достаточной ёмкостью памяти. Он характеризуется небольшой сложностью и невысокой степенью редукции аудиоданных.
MPEG-1 layer I также использовался в Digital Compact Cassette, как часть аудиокодека PASC (англ. Precision Adaptive Sub-band Coding — прецизионное адаптивное полосное кодирование). В связи с необходимостью передачи постоянного потока отдельных блоков данных (кадров) на ленточный носитель, в PASC использовался дополнительный бит в MPEG заголовке для определения начала кадра. Битрейт всегда 384 кбит/с.

## Основные параметры
- MPEG-1 Layer I стандартизован ISO/IEC 11172-3, впервые опубликован в 1993.
  - Число каналов: 1 или 2.
  - Частоты дискретизации: 32, 44.1 и 48 кГц.
  - Битрейт: 32, 64, 96, 128, 160, 192, 224, 256, 288, 320, 352, 384, 416 и 448 кбит/с[7]
- Расширение формата было представлено в MPEG-2 Audio Layer I и определено в стандарте ISO/IEC 13818-3 (MPEG-2 Part 3)[8], первая редакция была опубликована в 1995[4]
  - дополнительные частоты дискретизации: 16, 22.05 и 24 кГц
  - дополнительные битрейты: 48, 56, 80, 112, 144 и 176 кбит/с.

## Кодирование и декодирование звуковых сигналов MPEG-1 Layer I

### Метод кодирования
Входной цифровой звуковой сигнал разделяется на кадры (фреймы), каждый из которых кодируется и декодируется независимо от других кадров. Размер кадра для уровня Layer I составляет 384 отсчёта.
Полоса аудиосигнала с помощью цифровых полосовых фильтров разбивается на 32 поддиапазона. Все поддиапазоны имеют одинаковую ширину, которая зависит от частоты дискретизации входного сигнала. После разделения частота дискретизации уменьшается в 32 раза, так что число отсчётов в кадре в каждом поддиапазоне равно 12.
Затем выполняется квантование данных. Предварительно определяются масштабные множители, которые зависят от максимального значения сигнала. При этом масштабный множитель определяется для каждого поддиапазона в кадре, то есть для 12 отсчётов сигнала поддиапазона. Перед квантованием значения сигнала делятся на соответствующие масштабные множители.
Затем в блоке квантования и кодирования выполняется квантование данных. В основе сжатия звуковой информации на уровне Layer I лежит метод, называемый адаптивным распределением битов. Этот метод заключается в выполнении квантования с различным числом двоичных разрядов квантования для разных частотных поддиапазонов. При этом используется равномерное квантование. Полное число битов, выделяемых на все поддиапазоны в данном кадре, зависит от частоты дискретизации входного сигнала и от заданной выходной скорости передачи двоичных символов, то есть от требуемой степени сжатия звуковой информации. Распределение битов по поддиапазонам осуществляется блоком психоакустической модели.
Чтобы выполнить распределение битов в блоке психоакустической модели, анализируется спектр исходного звукового сигнала (не разложенного на поддиапазоны). Для этого производится быстрое преобразование Фурье участков этого сигнала по 512 отсчётов, после чего вычисляется спектр мощности звукового сигнала и величины звукового давления в каждом частотном поддиапазоне.
Затем анализируются тональные (синусоидальные) и нетональные составляющие звукового сигнала, определяются локальные и глобальные пороги маскировки и вычисляются отношения сигнал/маскирующий сигнал для всех поддиапазонов, на основании которых производится распределение битов по поддиапазонам.
В тех поддиапазонах, в которых искажения звука, вызываемые квантованием, менее заметны для слушателя или маскируются большим уровнем сигнала в других поддиапазонах, квантование делается более грубым, то есть для этих поддиапазонов выделяется меньше битов. Для полностью маскируемых поддиапазонов битов совсем не выделяется. Благодаря этому, удаётся существенно уменьшить количество передаваемой информации при сохранении достаточно высокого качества звука.

### Декодирование
Данные, содержащиеся в кадре, декодируются в соответствии с порядком их следования и таблицами кодов, которые содержатся в программе работы декодера. Декодированные данные о распределении битов и о масштабных множителях используются для декодирования и деквантования звуковых данных. После деквантования отсчёты сигналов поддиапазонов умножаются на соответствующие масштабные множители.
После декодирования и деквантования отсчёты сигналов всех поддиапазонов объединяются в выходной цифровой звуковой сигнал.